# 書記坐像
書記坐像，又稱為抄書吏坐像，是一尊古埃及艺术的著名傑作。它刻畫了一名古埃及的抄書吏盤腿而坐的工作情景。該雕塑於1850年在埃及薩卡拉被發現，其歷史可追溯到古王國時期。
該雕像由一尊彩繪石灰石構成，雙眼鑲嵌著水晶、烏木、菱鎂礦（碳酸鎂）、銅砷合金 ，乳頭由木頭製成。當前典藏於法國巴黎羅浮宮。

## 描述
這件彩繪石灰石雕刻畫著一個坐著、從事抄寫工作的抄書吏。該人物身著一條一直延伸到膝蓋的白色褶襉短裙。手中及腿上鋪著半捲莎草紙。該人物最引人注目的部分是它的臉部神情。其逼真的面目特徵則與僵化、細節較少的身體形成鮮明的對比。雕塑的手、手指和指甲都經過精心建模。手則維持於寫字的位置，其右手被推測曾拿著蘆葦筆，但現在下落不明。

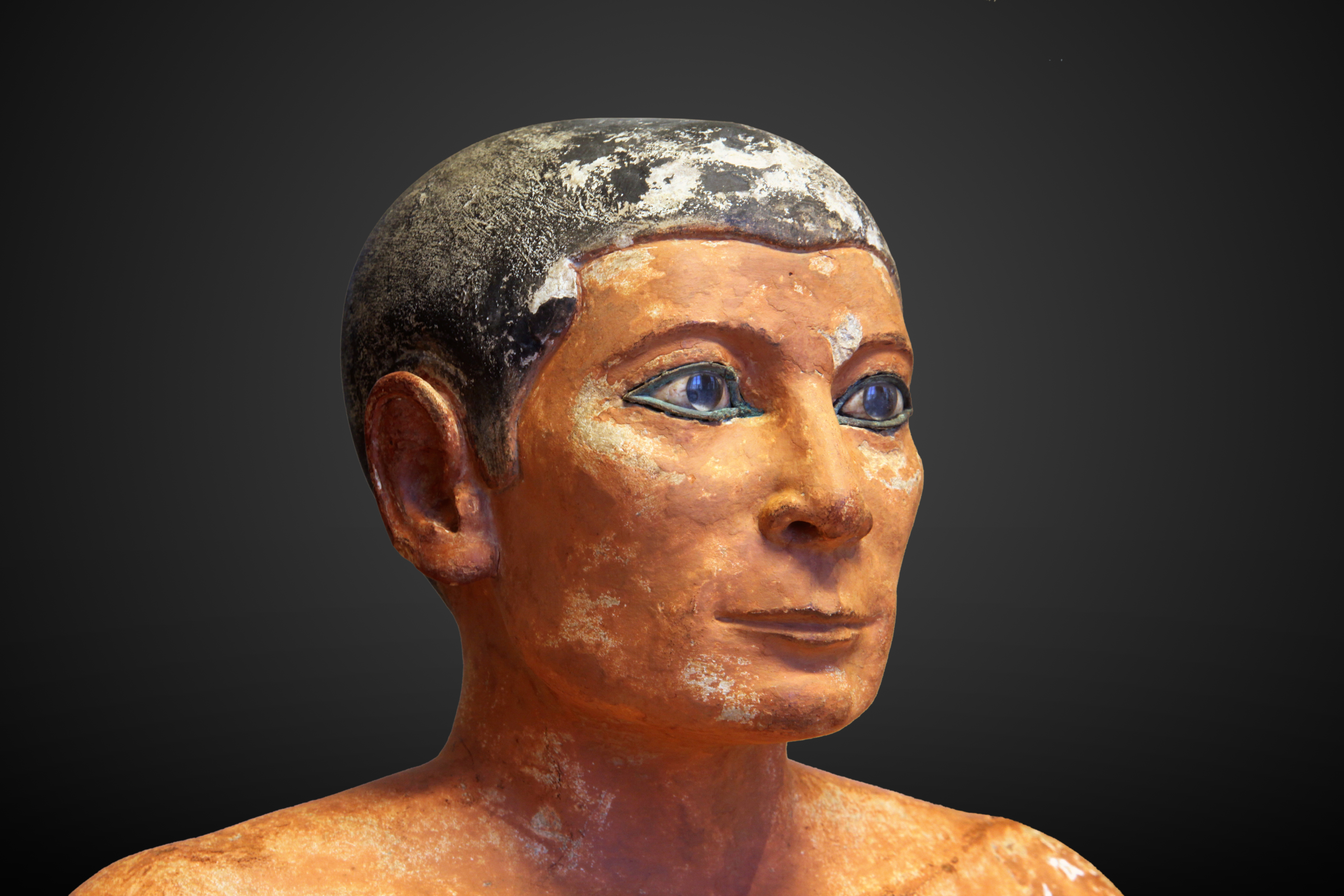
坐像細節

雕塑的雙眼是由紅脈白菱鎂石製成，並精心鑲嵌著拋光的截斷水晶。水晶的背面覆蓋著一層有機材料，同時賦予虹膜藍色並用作粘合劑。兩個銅夾將眼睛固定。眉毛上標有深色有機油漆的細線。
書吏的身體柔軟，略顯肥胖，表明他家境殷實，無須從事任何體力勞動。盤腿而坐的姿勢是還原其工作時的狀態。他的面部呈現機警而專注的表情，平靜地凝視著觀眾，彷彿是在諦聽著他們。

## 歷史
書記坐像大約製作於公元前2450-2325年；1850年11月19日，法國考古學家奥古斯特·马里埃特在薩卡拉以北一位名叫金（Kai）的官員建造的墳墓附近發現該坐像，當坐像被發現時被放置在墳墓的禮拜堂中。可以推斷這尊雕像參加對死者的供奉儀式，具有陪葬性質。
由於描述挖掘過程的文件是在馬里埃特逝世後所發表的，而最原始的挖掘日誌已經丟失，我們無從得知更加詳細的挖掘紀錄，羅浮宮於1854年收購了該坐像。

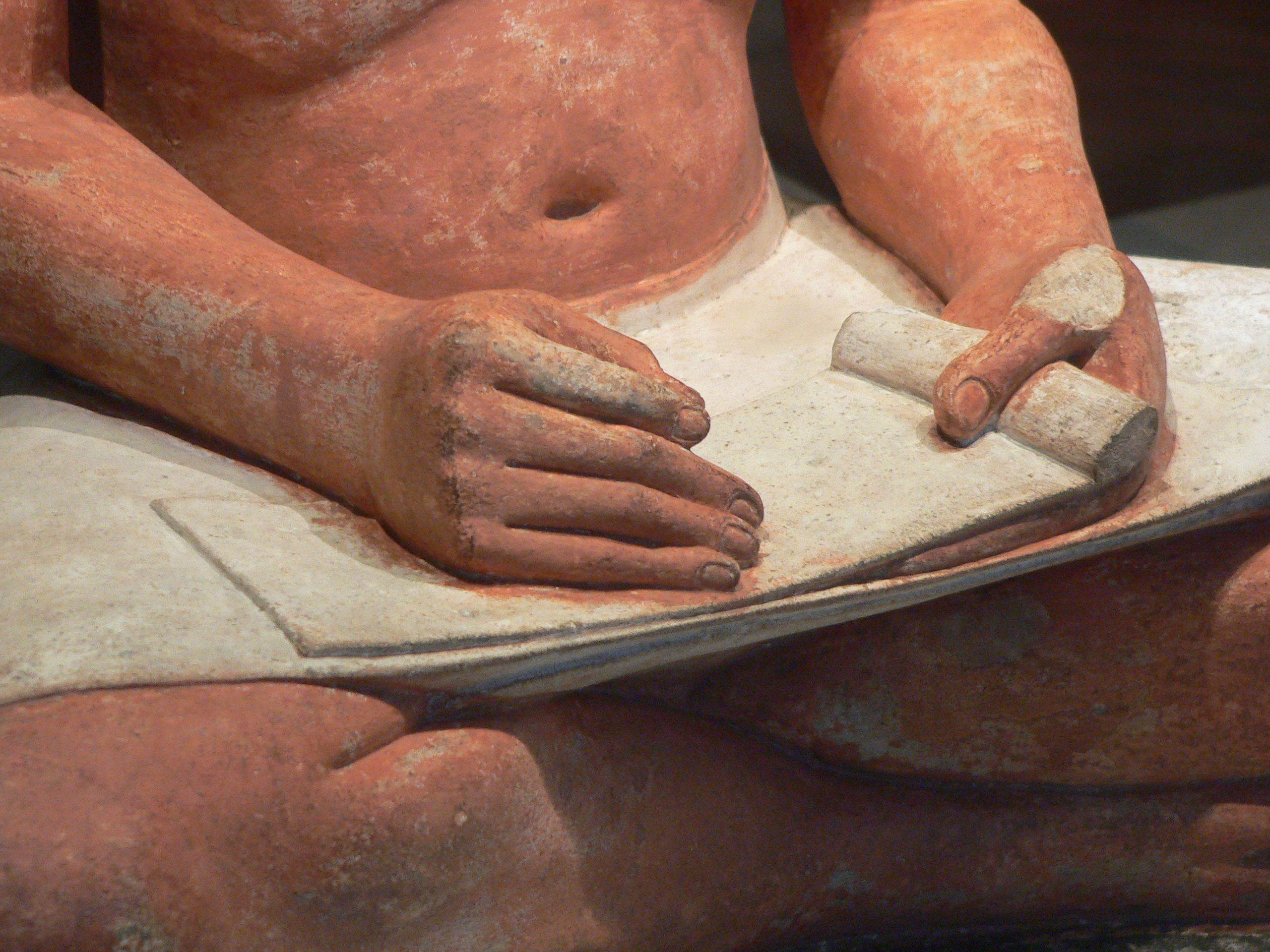
莎草紙的細節

書記坐像所代表的抄寫員身份在當前仍未知。雕塑的半圓形底座表明該雕像最初安裝在一塊較大的岩石中，這塊岩石可能帶有名字和標題，似乎是為直系王室成員保留的，該雕像的年代可追溯到公元前 2620年至公元前2500年的埃及第四王朝時期，雕像的風格特徵、不尋常的薄嘴唇、寬闊的胸部和軀幹的姿勢支持該理論。
許多法老和高級官員會以某種形式的圖像或雕塑描繪他們的僕人，以便能夠利用他們的技能來幫助他們的來世。抄書吏是古埃及的官僚政治制度中的重要管理階層，在埃及詞語中意指「書寫之人」。是當時為數不多需要有著讀書、寫字技能的職業，因此他們享有很高的聲望和豐厚的報酬。
埃及的書吏掌握紀錄、計算、測量、檢查、裁判等埃及行政權力，在古埃及的官僚政治中是重要的中堅份子，抄書吏們在穀物生產、儲存運輸、烘焙麵包、釀酒、分配等過程中，都會介入進行管理和監督，由於古埃及人民的工資口糧是由國家統一分配，並長期進行以物易物的交易方式，因此抄書吏們的管理工作對維持政府行政和社會秩序是極重要的。甚至於是在諸如金字塔的巨大建築工作上，書吏除了幫助統治者與埃及人民之間進行溝通之外，也包括在統一管理，使王國才得以運作。
2022年2月2日，雕像曾移交羅浮宮朗斯分館展出，為期一年。

## 圖片

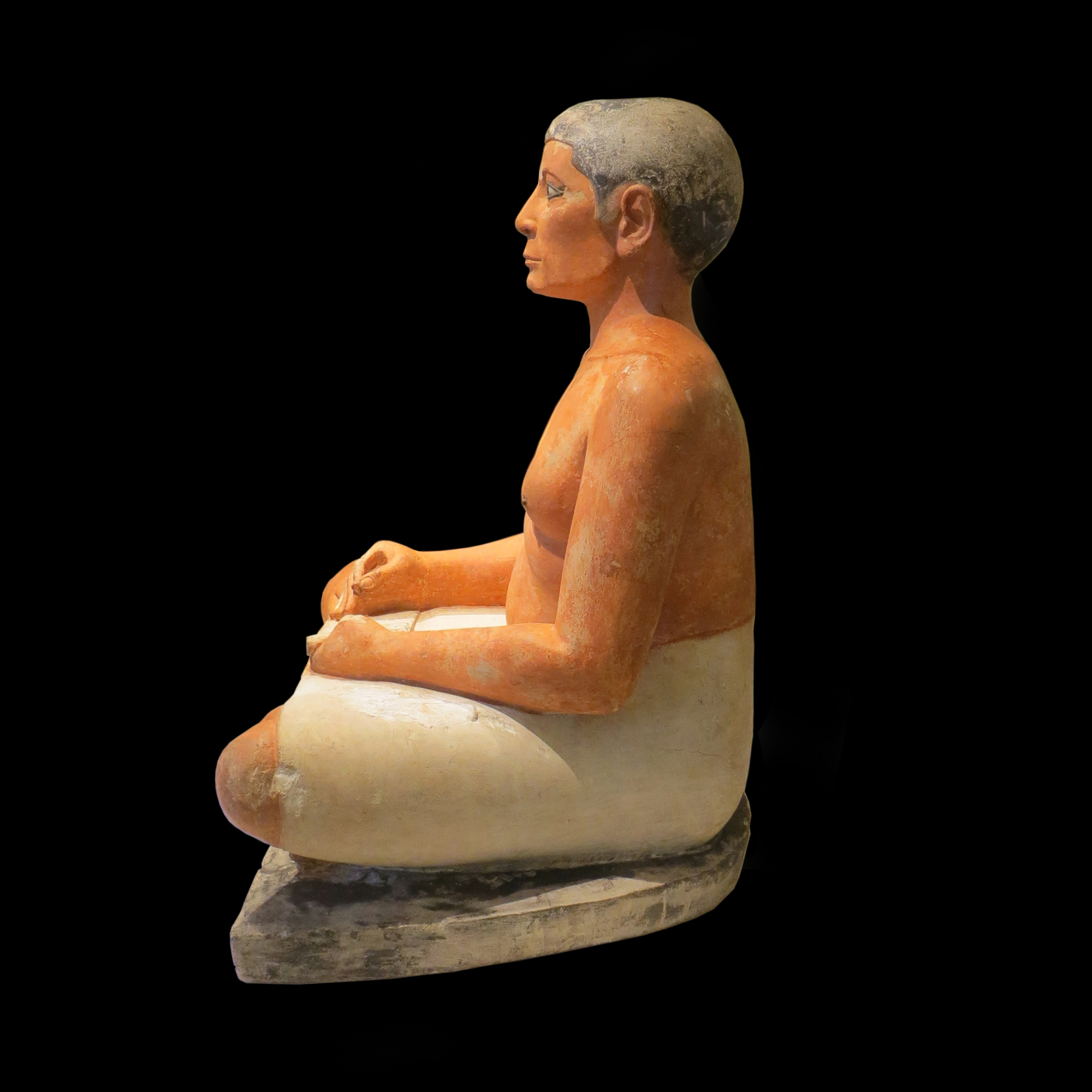
側面圖
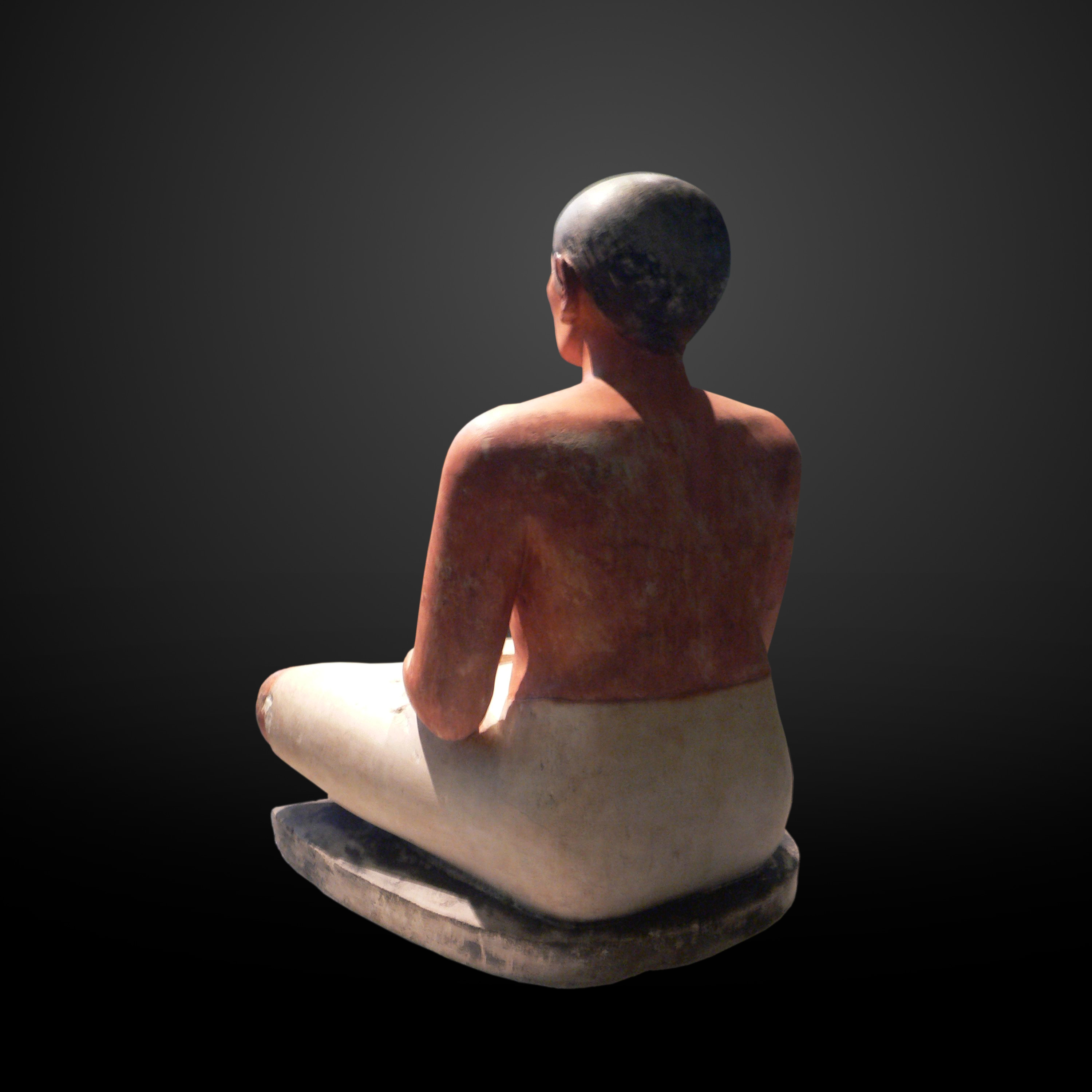
背面
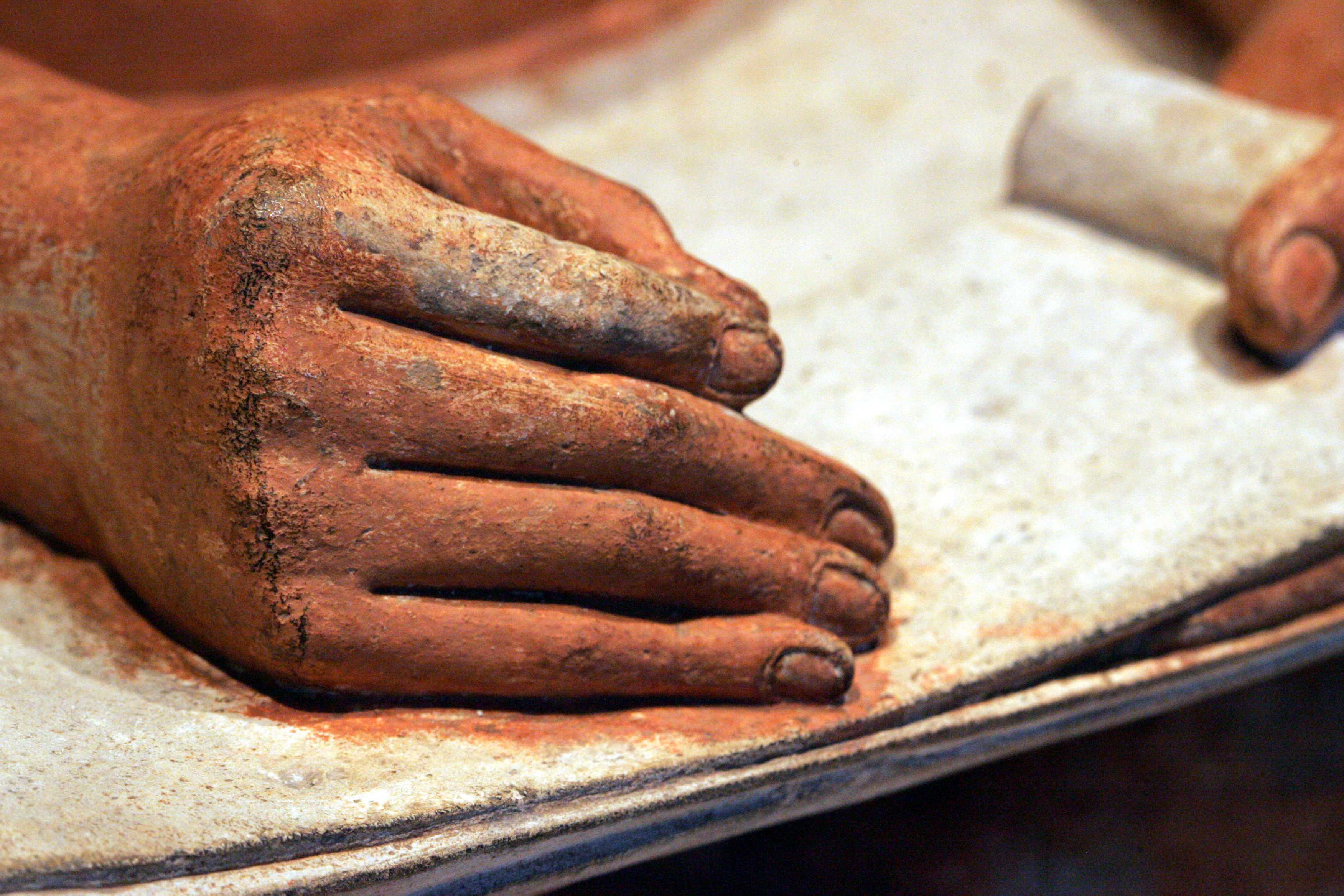
手部細節
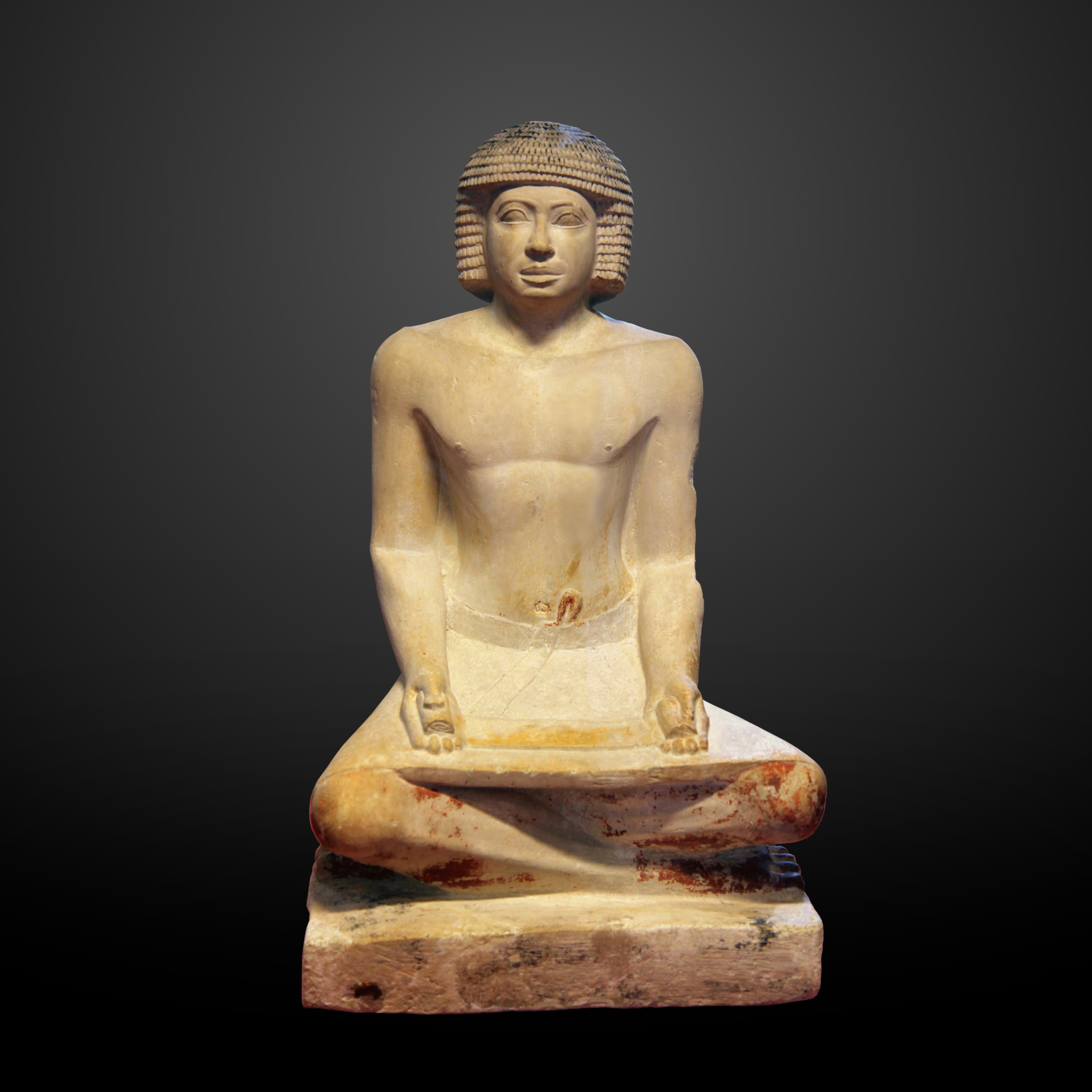
A 42 （页面存档备份，存于）, 另一個坐著的書記坐像，約為第五王朝期間製作，同樣也於羅浮宮展出

## 另見
- 古埃及抄書吏列表（英语：List of ancient Egyptian scribes）

## 外部連結
- 维基共享资源上的相關多媒體資源：The Seated Scribe
- Description of The Seated Scribe on the Louvre Official Site （页面存档备份，存于）
- 3D preview （页面存档备份，存于）

1. ↑  . Louvre.   [2022-05-04]. （原始内容存档于2023-04-07）.
2. ↑  . Smarthistory at Khan Academy.   [March 6, 2013]. （原始内容存档于2014-10-27）.